# Ай-Василь Орта-Джамі
Ай-Василь Орта-Джамі (крим. Ay Vasıl Orta Cami) — мечеть у місті Ялта Автономної Республіки Крим, в районі Ай-Васил (Василівка), колишньому селі.

## Історія

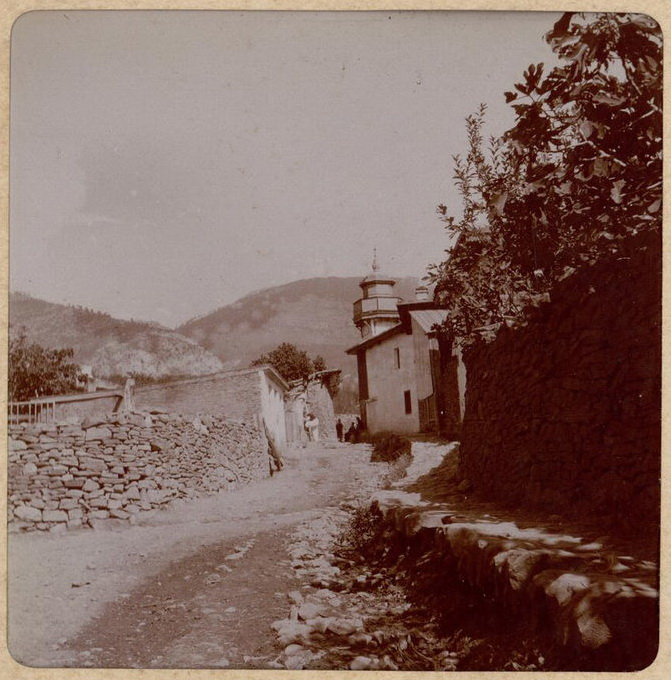
Село Ай-Василь, мечеть. Крим. Фото Joseph Berthelot de Baye (1853—1931), 1905 р.

В Ай-Василі до депортації було три мечеті, по одній на махаллю. Назви мечетей відповідали назвам махалей: Юкари-Джамі (верхня), Орта-Джамі (середня) та Ашаги-Джамі (нижня). Долю Верхньої мечеті з'ясувати не вдалося, Нижня мечеть досі використовується як житловий будинок.
Ай-Василь Орта-Джамі, середня мечеть, після депортації кримських татар використовувалася як сільський клуб, прилегла територія була віддана під танцмайданчик.
Лише 1994 року будинок було звільнено і передано мусульманській громаді.